# Itapúa
Itapúa is een departement van Paraguay. Het heeft een oppervlakte van 16.525 km² en 545.924 inwoners (2012); voor 2016 is de prognose 584.201 inwoners. De hoofdstad is Encarnación.

## Bestuurlijke indeling
Het departement is verdeeld in 30 districten.
| Nr. | District                  | Inwoners | Oppervlakte |
| --- | ------------------------- | -------- | ----------- |
| 1   | Alto Verá                 | 17.666   | 335 km²     |
| 2   | Bella Vista               | 13.873   | 285 km²     |
| 3   | Cambyretá                 | 54.038   | 190 km²     |
| 4   | Capitán Meza              | 14.008   | 440 km²     |
| 5   | Capitán Miranda           | 13.325   | 224 km²     |
| 6   | Carlos Antonio López      | 19.783   | 1.620 km²   |
| 7   | Carmen del Paraná         | 8.698    | 300 km²     |
| 8   | Coronel José Félix Bogado | 20.887   | 881 km²     |
| 9   | Edelira                   | 24.333   | 660 km²     |
| 10  | Encarnación               | 129.665  | 274 km²     |
| 11  | Fram                      | 10.003   | 320 km²     |
| 12  | General Artigas           | 13.053   | 1.530 km²   |
| 13  | General Delgado           | 7.950    | - km²       |
| 14  | Hohenau                   | 14.749   | 220 km²     |
| 15  | Itapúa Poty               | 16.854   | 523 km²     |
| 16  | Jesús                     | 6.363    | 144 km²     |
| 17  | La Paz                    | 3.333    | 256 km²     |
| 18  | Leandro Oviedo            | 4.843    | 73 km²      |
| 19  | Mayor Otaño               | 15.355   | 262 km²     |
| 20  | Natalio                   | 21.237   | 386 km²     |
| 21  | Nueva Alborada            | 7.805    | 232 km²     |
| 22  | Obligado                  | 16.605   | 471 km²     |
| 23  | Pirapó                    | 9.069    | 840 km²     |
| 24  | San Cosme y Damián        | 9.856    | 800 km²     |
| 25  | San Juan del Paraná       | 9.550    | 250 km²     |
| 26  | San Pedro del Paraná      | 33.546   | 1.421 km²   |
| 27  | San Rafael del Paraná     | 22.883   | 2.500 km²   |
| 28  | Tomás Romero Pereira      | 29.947   | 602 km²     |
| 29  | Trinidad                  | 9.494    | 176 km²     |
| 30  | Yatytay                   | 13.243   | 215 km²     |

| Detailkaart |
| ----------- |
|             |
| Districten  |